# El Cascalote, Michoacán de Ocampo
El Cascalote är en ort i Mexiko.   Den ligger i kommunen Huetamo och delstaten Michoacán de Ocampo, i den södra delen av landet, 210 km väster om huvudstaden Mexico City. El Cascalote ligger 328 meter över havet och antalet invånare är 106.
Terrängen runt El Cascalote är kuperad åt sydväst, men åt nordost är den platt. Runt El Cascalote är det ganska glesbefolkat, med 23 invånare per kvadratkilometer. Närmaste större samhälle är Huetamo de Núñez, 8,6 km nordost om El Cascalote. I omgivningarna runt El Cascalote växer huvudsakligen savannskog.